# Jeune Force

Jeune Force était une revue collaborationniste française publiée par le mouvement Les Jeunes du Maréchal. Elle a commencé à paraître en mai 1942. L'un de ses responsables était Robert Hersant. En 1943, la revue devint Le Téméraire.